# کانگال (شهر)
کانگال (به ترکی استانبولی: Kangal) شهری است در کشور ترکیه که در استان سیواس واقع شده‌است. جمعیت این شهر بر اساس سرشماری سال ۲۰۰۸ میلادی ۱۰٬۵۲۲ نفر و بر اساس برآوردهای سال ۲۰۰۹ میلادی ۱۰٬۰۵۵ نفر می‌باشد.